# أتيلا حجازي
أتيلا حجازي (بالفارسية: آتیلا حجازی) هو لاعب كرة قدم ومدرب كرة قدم إيراني في مركز الهجوم، ولد في 2 يونيو 1976 في طهران في إيران. لعب مع نادي استقلال رشت ونادي استقلال طهران ونادي ذوب آهن أصفهان ونادي مس كرمان.

## وصلات خارجية
- الموقع الرسمي
- أتيلا حجازي على موقع قاعدة بيانات كرة القدم.إي يو (الإنجليزية)